# 김충훈
김충훈(1959년 8월 17일 ~ )은 대한민국의 가수, 뮤지컬 배우이다. 배우 김수현의 아버지로 알려졌다.

## 생애
1980년대 밴드 "세븐 돌핀스"에서 보컬리스트로 활동했다. 2009년 트로트 음반 《김충훈 1집》에 ‘오빠가 왔다’를 발표하였고, 현재는 밤 무대에서 노래하고 있으며 꽤 인기가 있다고 한다.

## 학력
- 1979년 오산고등학교 (졸업)
- 1990년 5년제 한국방송통신대학교 영어영문학과 (학사)[3]

## 디스코그래피

### 싱글앨범
- 1980년 《세븐 돌핀스 싱글 앨범》

### 정규 앨범
- 1987년 《돌고래들 1집》

### 솔로 정규 앨범
- 2009년 《김충훈 1집》

### 솔로 싱글 앨범
- 2015년 《김충훈 스페셜 싱글 앨범》

## 출연작

### 뮤지컬
- 1988년 《포기와 베스》 ... 피터 역(단역)

### 방송
- 2024년 《복면가왕》 ... 끊임없이 뽑혀 나오는 용돈처럼 고음도 쭉쭉 뽑아 볼게요~ 용돈박스